# Lypotigris reginalis
Lypotigris reginalis är en fjärilsart som beskrevs av Stoll 1781. Lypotigris reginalis ingår i släktet Lypotigris och familjen Crambidae. Inga underarter finns listade i Catalogue of Life.

## Bildgalleri

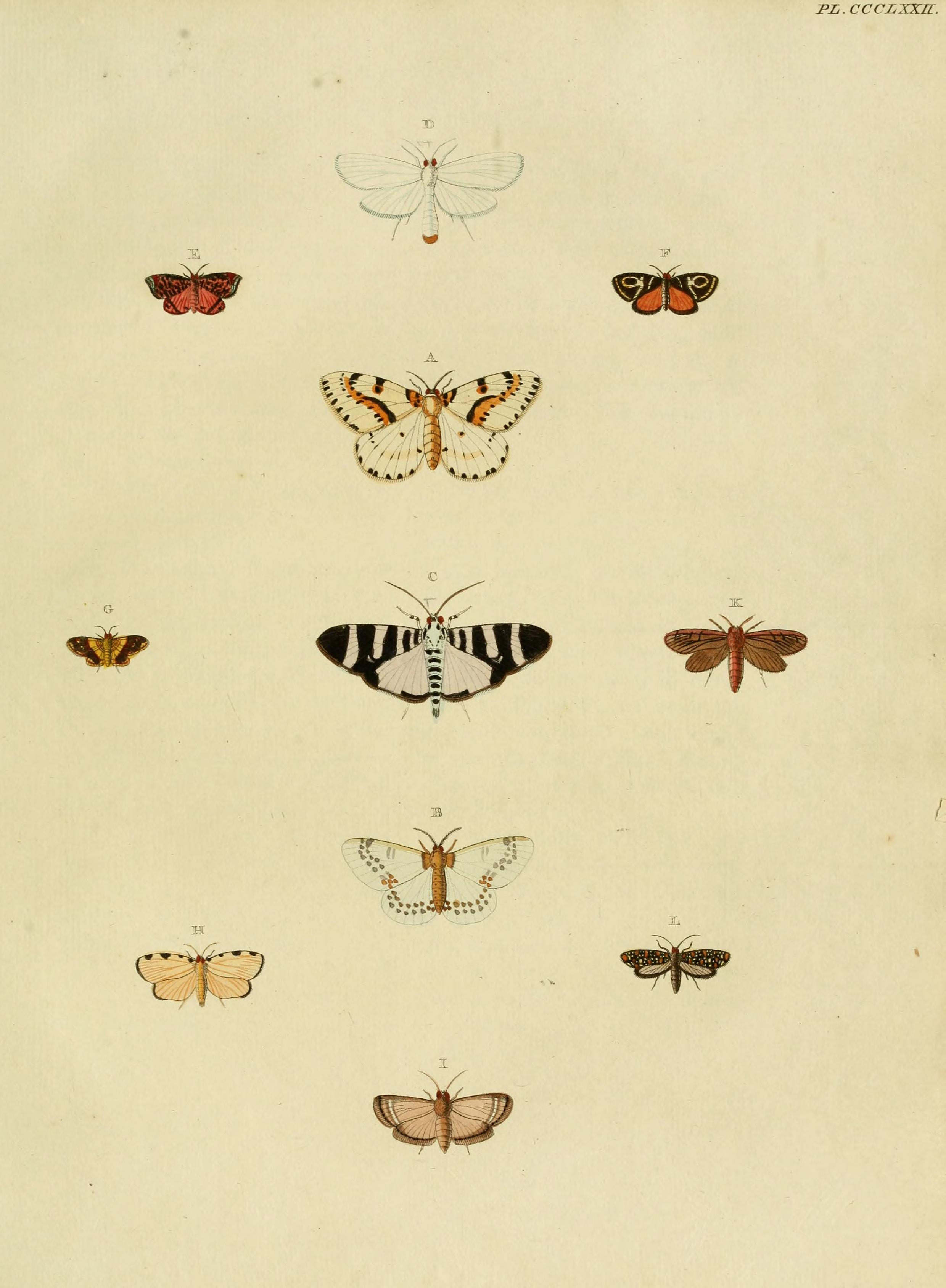